# Compagno Artemio
Florindo Eleuterio Flores Hala, meglio conosciuto come Compagno Artemio (Camanà, 8 settembre 1961), è un terrorista peruviano, leader di Sendero Luminoso nella valle del Huallaga e uno dei dirigenti storici facenti parte dell'originale comitato centrale dell'organizzazione maoista.

## Sendero Luminoso
Nonostante il suo vero nome sia sconosciuto, il ministero dell'interno peruviano ha dichiarato che, secondo alcuni documenti falsi, egli si celi sotto l'identità di Josè Flores Leon, mentre la CIA è convinta che il suo vero nome sia Gabriel Macario. Fino al 2012, era, assieme al Compagno Alipio, l'unico dirigente storico dell'organizzazione maoista ancora in libertà che non sia stato ucciso o imprigionato. Nel luglio 2010 il quotidiano peruviano El Comercio ha rivelato che il vero nome di Artemio sarebbe invece quello di Florindo Eleuterio Flores Hala, originario della regione di Arequipa, il quale prima di entrare in Sendero Luminoso, avrebbe servito nelle forze armate del Perù tra il 1979 e il 1980.
Molto poche sono le notizie circa Artemio. È apparso in numerosi video di propaganda, in cui indossa sempre un passamontagna, e da alcuni analisti è ritenuto essere solamente il comandante regionale di Sendero Luminoso nella valle di Huallaga, sottolineando che egli non sia il leader dell'intero movimento. Una tesi questa che ha recentemente trovato conferma nel fatto che vi siano due fazioni del gruppo attualmente operanti in Perù, di cui la seconda vede come leader Victor Quispe Palomino, noto con l'alias di Compagno Josè. Era considerato una vera e propria "primula rossa" della guerriglia peruviana, essendo sfuggito negli anni decine di volte alla cattura.
Il 26 settembre 2006 un gruppo di giornalisti della rete televisiva Panorama ha intervistato Artemio in una base nella giungla peruviana. 50 militanti mascherati di Sendero comparivano nel servizio, dove Artemio aveva chiesto al governo peruviano di concedere l'amnistia ai membri di Sendero Luminoso prigionieri e di intavolare così colloqui di pace. Giorni dopo il reportage, agenti della polizia peruviana hanno fatto irruzione nel villaggio dove Artemio aveva concesso l'intervista, arrestando alcuni membri di Sendero Luminoso.

## La cattura
Negli ultimi mesi del 2010, l'esercito e la polizia peruviana hanno aumentato la pressione su Artemio, catturando decine di suoi luogotenenti e mettendo di fatto in difficoltà la fazione di Sendero Luminoso che opera nella valle del Rio Huallaga. Nel maggio 2010, durante uno scontro a fuoco, la polizia uccide il Compagno Ruben, il secondo in comando di Sendero Luminoso nella zona, confermando così la stretta sempre più forte delle forze dell'ordine peruviane su Artemio.
Gli Stati Uniti, in cooperazione con il governo del Perù, hanno offerto una ricompensa di 5 milioni di dollari per informazioni che portino alla cattura di Artemio.
Il 12 febbraio 2012 viene catturato, dopo essere stato gravemente ferito.
Nel dicembre 2012, compare per la prima volta al processo, celebrato in una base navale della capitale peruviana Lima, in cui l'accusa chiede la pena massima dell'ergastolo.
Il 7 giugno 2013 viene condannato all'ergastolo per i reati di terrorismo, traffico di droga e riciclaggio di denaro. L'ex capo regionale di Sendero Luminoso nella valle dell'Alto Huallaga ha alzato il pugno chiuso in segno di sfida dopo aver ascoltato la sua condanna, emulando lo stesso atteggiamento mostrato nel 2004 durante il processo da Abimael Guzmán, ideologo e leader storico di Sendero Luminoso.